# Anserœul
Anserœul is een dorp in de Belgische provincie Henegouwen, en een deelgemeente van de Waalse gemeente Mont-de-l'Enclus.
Anserœul was een zelfstandige gemeente, tot die bij de gemeentelijke herindeling van 1977 toegevoegd werd aan de gemeente Mont-de-l'Enclus.

## Bezienswaardigheden
- De Sint-Pauluskerk (Église Saint-Paul) is een bakstenen classicistisch kerkgebouw van 1773, sterk gewijzigd in 1870-1879.
- Het Château de la Courbe van begin 20e eeuw.

## Natuur en landschap
Ten noorden van Anserœul stroomt de Ronne (Frans: Rhosnes) in westelijke richting naar de Schelde. Anserœul ligt op 40 meter hoogte, het dal van de Ronne op 17 meter en het hoogste punt op 67 meter.

## Demografische ontwikkeling
Opm:1831 t/m 1970=volkstellingen; 1976= inwoneraantal op 31 december

## Nabijgelegen kernen
Wattripont, Arc-Ainières, Celles, Amougies